# 小凯霍加河
小凯霍加河（英語：Little Cuyahoga River）是凱霍加河的支流，全长17.4英里（28.0），位于美国俄亥俄州，流经薩米特縣东南部与波蒂奇县西南部，流域面积 61.7 平方英里，在阿克伦东北注入凱霍加河。